# Zakliniec wiosenny
Zakliniec wiosenny (Platycerus caprea) – gatunek chrząszcza z rodziny jelonkowatych i podrodziny Lucaninae. Zasiedla lasy liściaste i mieszane Palearktyki. Larwy rozwijają się w leżaninie oraz próchniejących pniach i pniakach. Owady dorosłe latają w dni słoneczne.
Gatunek ten opisany został w 1774 roku przez Charlesa De Geera jako Lucanus caprea.
Chrząszcz o ciele długości od 13 do 16 mm, wydłużonym i przypłaszczonym, tęższym niż u pokrewnego zaklińca mniejszego. Ubarwienie jego jest metaliczne, opalizująco połyskujące; może być ciemnoniebieskie, zielone, fioletowe, czarne lub brunatne. Często przedplecze ma inną barwę niż pokrywy. Żuwaczki u obu płci są relatywnie długie, u samicy zakrzywione pod wyraźnie rozwartym kątem, a u samca zakrzywione nieco kanciasto. Wewnętrzna krawędź żuwaczki samca ma dwa ostre zęby u nasady, dalej wcięcie, a za nim część blaszkowatą z sześcioma trójkątnymi ząbkami. Czułki są trochę kolankowato załamane, zwieńczone czteroczłonowymi buławkami.
Cykl rozwojowy jest co najmniej dwuletni. Larwy żerują w przegrzybiałym drewnie. Rozwijają się w odłamanych gałęziach, rzadziej w spróchniałych pniach i pniakach drzew liściastych. Najczęściej są to brzozy, rzadziej buki i olchy. W związku z tym zagraża im usuwanie leżaniny w ramach gospodarki leśnej. Imagines opuszczają poczwarki późnym latem, ale pozostają w komorach poczwarkowych do następnego roku. Pojaw owadów dorosłych przypada na kwiecień lub maj i przeżywać mogą one do lipca. Żerują na młodych pędach nisko położonych gałęzi drzew i krzewów oraz na wyciekającym z uszkodzonych roślin soku. Do lotu przystępują w dni słoneczne.
Owad palearktyczny, o rozsiedleniu eurosyberyjskim, zasiedlający lasy liściaste. W Europie znany jest z Albanii, Austrii, Białorusi, Belgii, Bośni i Hercegowiny, Bułgarii, Chorwacji, Czarnogóry, Czech, Danii, Estonii, Finlandii, Francji, Hiszpanii, Holandii, Litwy, Luksemburgu, Łotwy, Macedonii Północnej, Niemiec, Norwegii, Polski, Rumunii, Rosji, Serbii, Słowacji, Słowenii, Szwecji, Szwajcarii, Węgier i Włoch. Poza Europą znany z Bliskiego Wschodu i Syberii aż po okolice Bajkału. Na północ sięga okolic 67°N. W Polsce występuje od nizin po strefę subalpejską.